# Atrococcus achilleae
Atrococcus achilleae är en insektsart som först beskrevs av Kiritchenko 1936.  Atrococcus achilleae ingår i släktet Atrococcus och familjen ullsköldlöss. Arten är reproducerande i Sverige. Inga underarter finns listade i Catalogue of Life.